# Jocs Àrabs
Els Jocs Àrabs (àrab: الألعاب العربية, al-Alʿāb al-ʿArabiyya), anteriorment coneguts com Jocs Panàrabs, són una competició multiesportiva en la qual participen esportistes dels països del món àrab. Són organitzats per la Unió de Comitès Olímpics Nacionals Àrabs.
La primera edició del Jocs van tenir lloc l'any 1953 a Alexandria, Egipte. La idea inicial era que se celebressin cada quatre anys, però dificultats polítiques i econòmiques han provocat que l'esdeveniment es disputi de forma irregular. Les dones hi van competir per primer cop l'any 1985.
L'edició de l'any 2015 s'havia de disputar a Beirut però hi renuncià per la crisi a l'Orient Mitjà. A continuació fou escollit Marroc com a seu, però també hi renuncià per problemes econòmics. Finalment aquesta edició no es disputà.

## Edicions
| Edició | Any  | Seu           | Països             | Esportistes        | Esports            | Proves             | Líder Medaller     |
| ------ | ---- | ------------- | ------------------ | ------------------ | ------------------ | ------------------ | ------------------ |
| I      | 1953 | Alexandria    | 9                  | 650                | 10                 | 70                 | Egipte             |
| II     | 1957 | Beirut        | 10                 | 914                | 12                 | 90                 | Líban              |
| III    | 1961 | Casablanca    | 9                  | 1127               | 11                 | 90                 | RAU                |
| IV     | 1965 | El Caire      | 14                 | 1500               | 13                 | 90                 | RAU                |
| V      | 1976 | Damasc        | 11                 | 2174               | 18                 | 120                | Síria              |
| VI     | 1985 | Rabat         | 17                 | 3442               | 18                 | 160                | Marroc             |
| VII    | 1992 | Damasc        | 18                 | 2611               | 14                 | 150                | Síria              |
| VIII   | 1997 | Beirut        | 18                 | 3253               | 22                 | 217                | Egipte             |
| IX     | 1999 | Amman         | 21                 | 5504               | 26                 | 323                | Egipte             |
| X      | 2004 | Alger         | 22                 | 5525               | 32                 | 330                | Algèria            |
| XI     | 2007 | El Caire      | 22                 | 6000               | 32                 | 355                | Egipte             |
| XII    | 2011 | Doha          | 21                 | 6000               | 33                 | 316                | Egipte             |
| XIII   | 2023 | Alger         | 22                 | 3800               | 22                 | 253                | Algèria            |
| -      | 2015 | Beirut        | Edició cancel·lada | Edició cancel·lada | Edició cancel·lada | Edició cancel·lada | Edició cancel·lada |
| -      | 2019 | No es disputà | No es disputà      | No es disputà      | No es disputà      | No es disputà      | No es disputà      |
| XIV    | 2027 | Riad          |                    |                    |                    |                    |                    |

1. ↑  La República Àrab Unida estava formada per Egipte i Síria.
2. ↑  La República Àrab Unida estava formada només per Egipte.
3. ↑  També van ser seu les ciutats d'Orà, Constantina, Annaba i Tipaza.